# Теория справедливости Дж. С. Адамса
Теория справедливости, или равенства (англ. Equity theory) фокусируется на стремлении сотрудников поддерживать равенство между вкладом, который они привносят в работу, и результатами, которые они получают от неё, по сравнению с воспринимаемыми вкладами и результатами других. Ситуация считается справедливой лишь в том случае, если соотношение приложенных усилий и ожидаемого вознаграждения является равным по сравнению со сравниваемым человеком. Теория была разработана Джоном Стейси Адамсом в 1963 году на основании результатов исследований, проведённых им в компании «General Electric».

## Основная идея теории справедливости
Данная теория, как и теория ожиданий Виктора Врума, относится к теориям мотивации персонала. Теории В. Врума и Дж. С. Адамса построены на сравнении приложенных усилий и ожидаемого вознаграждения. Однако теория справедливости по сравнению с теорией ожидания рассматривает не только внутренний мир человека, но и влияние на поведение положения других, окружающих индивида, людей. Это влияние является основой для формирования сравнительного взгляда и понимания справедливости. Так, люди субъективно соотносят не только свои затраченные усилия и полученное за это вознаграждение, но и других людей в аналогичной ситуации, должности.
Основная идея концепции заключается в том, что все работники стремятся к установлению справедливых отношений с коллегами. Несправедливые ситуации приводят сотрудника в отчаяние, поэтому он пытается свести это к минимуму, предпринимая различные действия.

### Основные термины концепции
Адамс рассматривает одним из важных мотивирующих факторов — внутреннее ощущение справедливости соотношения «внесённый вклад» и «полученное вознаграждение», и вводит следующие понятия:
- Входы — это затрачиваемые нами усилия, вкладываемые в работу. Например, образование и опыт.
- Выходы — это результат нашей работы и то, что мы получаем за вложенные нами усилия. Например, денежные вознаграждения, карьера и условия труда.
- Референтные другие — люди, с которыми мы сравниваем свои результаты и вознаграждения.

Теория утверждает, что входные данные и результаты являются основными факторами, определяющими процесс оценки ситуации как справедливой или несправедливой, также как и социальное сравнение.

### Несправедливость, справедливость и переоценка
Несправедливой считается ситуация, когда соотношение вход-выход оценивается меньше, чем у другого сотрудника, с которым он себя сравнивает. Другими словами, человек считает, что он при больших или таких же затратах усилий получил либо такое же, либо меньшее вознаграждение, чем сравниваемый человек. В этом случае сотрудники будут стремиться уменьшить несправедливость и чувство обиды и неудовлетворённости, либо изменяя входные данные (например, работать менее интенсивно) и/или результаты (например, пытаться изменить уровень получаемого вознаграждения), либо покидая организацию.
Ощущение справедливости у сотрудника возникает в ситуации, когда соотношение вход-выход равно соотношению сравниваемого с собой работника.
Ситуация является переоценённой, если соотношение вход-выход оценивается больше, чем соотношение другого сотрудника, с которым он себя сравнивает. Люди, которым переплатили, могут испытывать чувство неловкости или вины. Тогда затрачиваемые усилия будут либо оставаться прежними, либо увеличиваться. Например, если один единственный сотрудник отдела получил максимальную премию, то он будет с большей вероятностью и готовностью сотрудничать с руководством и работать с более высокими нагрузками, чем у других коллег.

## Критика
Теория справедливости широко применяется в условиях бизнеса, однако ученые подвергли сомнению простоту её модели. Они утверждают, что на восприятие людьми справедливости могут влиять и других факторы, например, демографические переменные. Также большая часть исследований была проведена в лабораторных условиях, что ставит под вопрос применимость данной теории к реальным ситуациям.
«Применение данной теории целесообразно, если работа в коллективе осуществляется по принципу „все — одна команда“. Необходимы открытость и гласность в отношении получаемых вознаграждений, подготовленность к этому сотрудников, а также обстоятельные разъяснения, почему вознаграждение для одних больше, а для других меньше».
Вдобавок не были достаточно учтены индивидуальные особенности, личные ценности каждого работника и степень их активности. Два сотрудника с одинаковым опытом и квалификацией на одной и той же должности могут иметь разное субъективное представление о справедливости.